# Doudou Diène

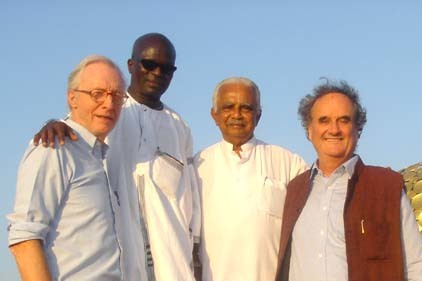
Doudou Diène (2. v.l.) mit Mitgliedern des International Advisory Council von Auroville

Doudou Diène (* 1941 in Senegal) ist ein senegalesischer Politologe und war von 2002 bis 2008 UN-Sonderberichterstatter für Rassismus und Fremdenfeindlichkeit.

## Leben
Diène studierte Philosophie und Politologie und promovierte in Rechtswissenschaften an der Universität Caen in Frankreich. Von 1972 bis 1977 war er stellvertretender senegalesischer Abgeordneter bei der UNESCO und Vizepräsident der Gruppe der 77, danach arbeitete er im Sekretariat der UNESCO. In den folgenden Jahren war er meistens für interkulturelle und interreligiöse Projekte zuständig.
Im Jahr 2002 wurde Diène vom UN-Menschenrechtsausschuss zum UN-Sonderberichterstatter ernannt. In dieser Funktion untersucht Diène rassistische oder fremdenfeindliche Vorfälle in den Unterzeichnerstaaten des Internationalen Paktes über bürgerliche und politische Rechte und die Reaktionen ihrer Regierung. Bei einem Besuch der Schweiz im Januar 2006 beispielsweise sprach er von fremdenfeindlichen Tendenzen, weil „die Verteidigung der nationalen Identität im politischen Diskurs und in den Medien immer grösseres Gewicht“ erhalte. Außerdem sagte er, es gebe in der Schweiz „eine bedeutende Zahl von Vorfällen, in denen Polizeigewalt rassistisch gefärbt“ sei. Jährlich berichtet Diène an den Menschenrechtsausschuss und an die UN-Generalversammlung.
In seinem Bericht an den UN-Menschenrechtsrat vom 20. Februar 2008 warnte er im Follow-Up-Abschnitt hinsichtlich der Schweiz (auch zu Russland, Italien und Japan machte er Ausführungen) vor einer Zunahme des Rassismus, der sich immer stärker demokratisch legitimiere. Fragen rund um Einwanderung, Asyl und die Situation von Ausländern und Minderheiten würden zunehmend auf Sicherheitsfragen reduziert. Das Recht auf freie Meinungsäußerung werde instrumentalisiert, um fremdenfeindliche Haltungen zu legitimieren.
Diène ist Mitglied des International Advisory Council (internationaler Beirat) der Experimentalstadt Auroville in Indien.